# شروآ ایتیرات
شروآ ایتیرات یا سروآ ایتیرات  پرنسس آشوری باستانی از دودمان سارگونیان، دختر بزرگ اسرحدون و خواهر بزرگ پسر و جانشین او آشوربانیپال بود. او با پادشاه سکاها بارتاتوآ ازدواج کرد و مادر جانشین او مادیس شد. 